# Bačka Topola

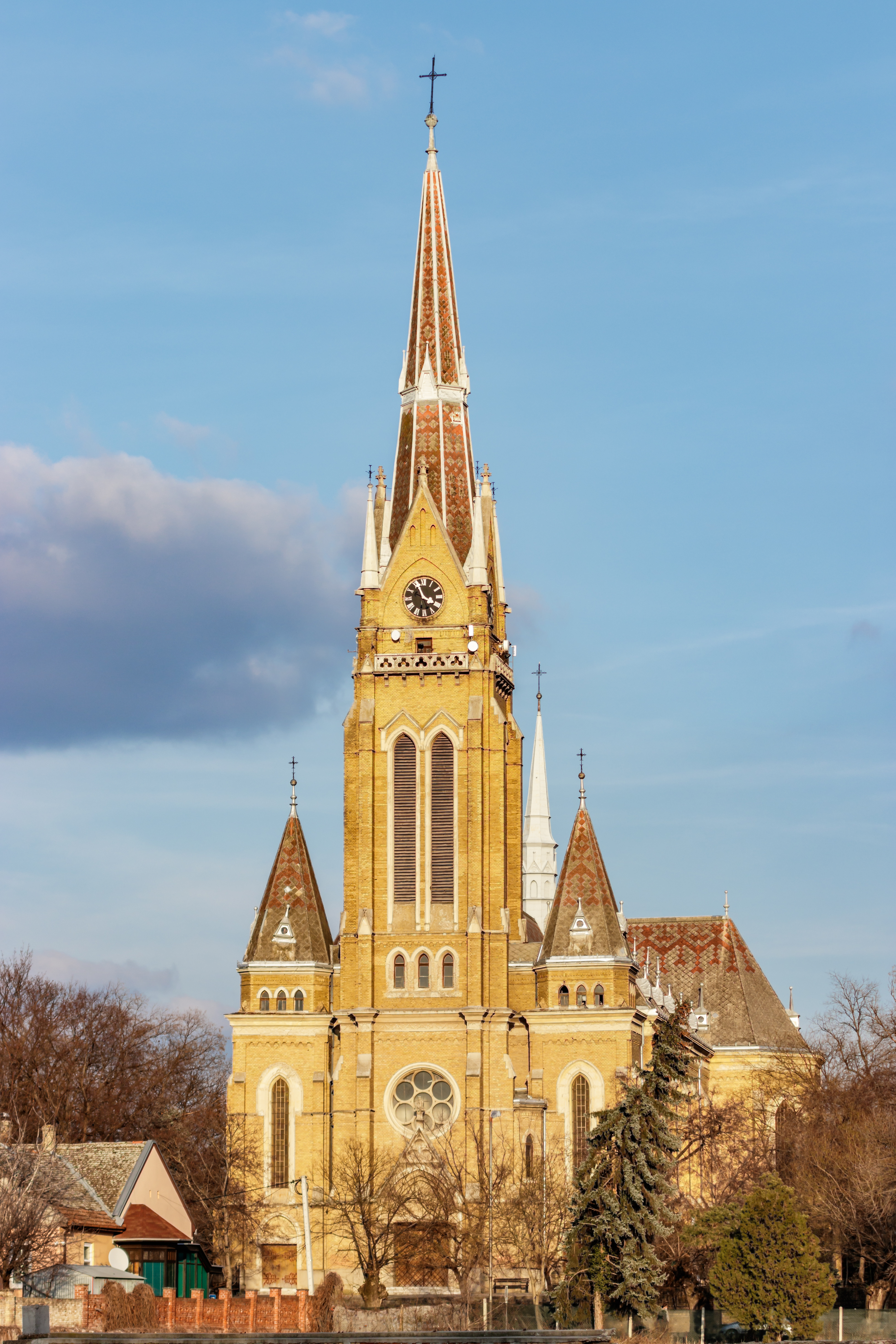
Die Römisch-katholische Marienkirche im Stadtzentrum

Bačka Topola (serbisch-kyrillisch Бачка Топола, ungarisch Topolya) ist eine Stadt im Bezirk Nördliche Bačka in der Vojvodina in Serbien. Sie ist Sitz der Opština Bačka Topola und hat 16.171 Einwohner (2002).

## Geographie
Bačka Topola liegt in der Region der Bačka. Die Stadt liegt im Norden der Vojvodina. Die Umgebung ist weitgehend ebenes Gelände, wo sich auch die Verkehrsrichtungen Nord-Süd und Ost-West kreuzen. Es herrscht gemäßigt-kontinentales Klima, was der Agrarwirtschaft zugutekommt. Der Boden der Region gilt als sehr fruchtbar. Von Subotica liegt die Stadt etwa 32 km, von Sombor 45 km und von Novi Sad (Neusatz) 69 km entfernt.

## Bevölkerung
Nach der Volkszählung von 2002 hatte die Stadt etwa 16.171 Einwohner (1991 waren es 16.704 Einwohner), davon u. a. ca. 59,25 % Ungarn, 29,05 % Serben, 2,63 % Montenegriner, 2,32 % Jugoslawen, 1,05 % Kroaten, 1,35 % Slowaken, 0,75 % Russinen und 3,60 % andere.

## Geschichte
Die älteste Erwähnung einer Siedlung fällt in das Jahr 1462 unter dem Namen Fibaych. Damals gehörte es zum Königreich Ungarn. Um 1526 erobern die Osmanen die Gegend. Um 1543 taucht in osmanischen Katastern erstmals der slawische bzw. serbische Name Topola auf. Gegen Ende des 16. Jahrhunderts zählen osmanische Kataster an die 21 bis 23 serbische Haushalte in der Ortschaft. 1688 wird Topola vom Kaiserreich Österreich im Zuge der Türkenkriege erobert und um 1704 von den Kuruzen zerstört. In Berichten von 1731 gilt die Ortschaft als entvölkert. Eine Neubesiedlung findet 1750 mit etwa 200 Ungarn und Slowaken statt. 1918 wird die mehrheitlich ungarische Gemeinde Jugoslawien zugesprochen.

## Religion

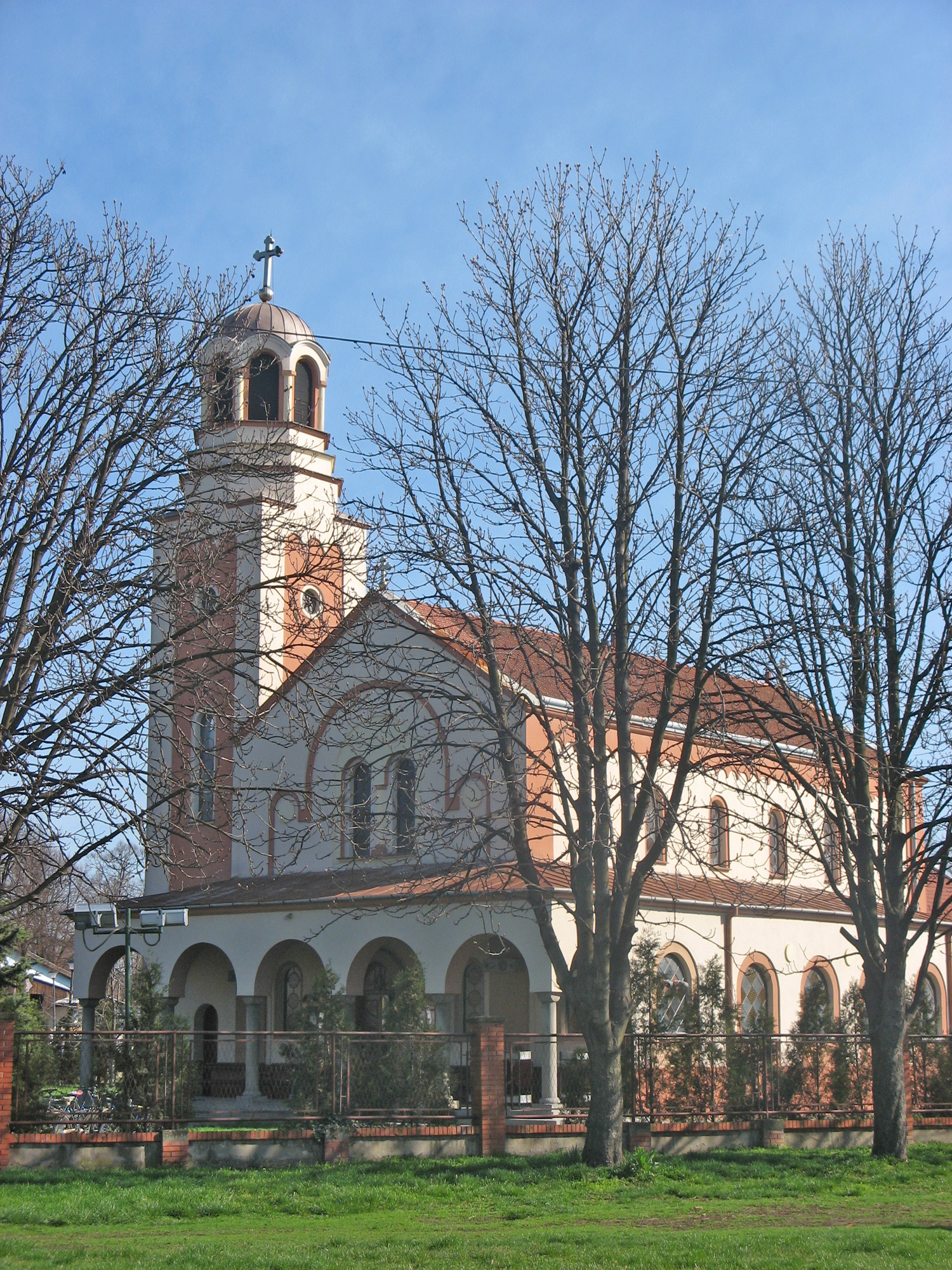
Die Serbisch-orthodoxe Kirche Hl. Elias in der Stadt

In der Stadt stehen mehrere Römisch-katholische Kirchengebäude, wie die von 1904 bis 1906 im Stadtzentrum erbaute Marienkirche oder die von 1992 bis 2005 erbaute Herz-Jesu-Kirche.
Auch steht in Bačka Topola die von 1932 bis 1940 erbaute Serbisch-orthodoxe Kirche Hl. Prophet Elias.

## Sport
In der Spielzeit 2023/24 nahm die Fußballmannschaft des FK TSC aus Bačka Topola an der UEFA Europa League teil. Sie spielte in der Gruppenphase gegen die Mannschaften West Ham United, den SC Freiburg und Olympiakos Piräus, konnte dabei insgesamt aber lediglich ein Unentschieden erreichen, was das Ausscheiden bedeutete. In der Spielzeit darauf nimmt sie an der UEFA Conference League teil.

## Persönlichkeiten
- József Ács (1914–1990), jugoslawischer Maler, Kunstpädagoge und Kunstkritiker
- Boris Grozdić (* 1996), serbisch-ungarischer Fußballspieler
- Dušan Tadić (* 1988), serbischer Fußballspieler
- Nikola Žigić (* 1980), Fußballspieler